# 斯蒂芬·霍金斯
斯蒂芬·霍金斯（英語：Stephen Hawkins，1971年1月14日—），澳大利亚男子赛艇运动员。他曾代表澳大利亚参加1992年夏季奥林匹克运动会赛艇比赛，获得男子双人双桨金牌。